# Netbook

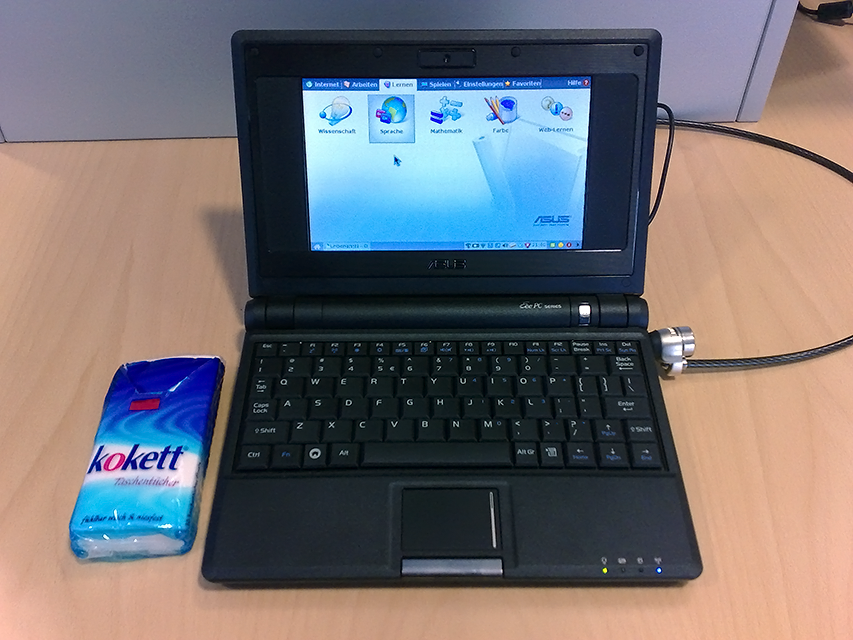
Netbook ASUS Eee PC

Khái niệm Netbook được giới thiệu bởi Intel vào tháng 2 năm 2008 để nói đến thể loại máy tính siêu di động có giá thấp và được thu nhỏ với mục đích chính là sử dụng Internet và thực hiện các chức năng cơ bản khác như xử lý văn bản. Chúng có thể bán ra ngoài với các ứng dụng được cài đặt sẵn trên một ổ đĩa đặc hoặc sử dụng các dịch vụ điện toán đám mây. Hơn 50 triệu Netbook được dự đoán sẽ tiêu thụ rộng rãi vào năm 2011. Các máy Netbook đầu tiên có thể có mặt vào tháng 6 năm 2008.
Gần giống với Netbook, một khái niệm khác là "Nettop" có thể dành cho các thiết bị để bàn giá thấp. Cả netbook và nettop có các nền tảng thiết bị thường sử dụng các CPU tiêu thụ điện năng thấp như Intel Atom, VIA C7 hoặc AMD Geode.
Psion Netbook thì có mặt sớm hơn, nhưng gần giống, có vẻ như lấy cảm hứng từ tên Netbook của Intel.

## Khái niệm
Netbook là một loại máy tính siêu di động có giá hấp dẫn và được thu nhỏ với mục đích chính là thực hiện một số chức năng cơ bản để xử lý văn bản và sử dụng Internet. Netbook là một dạng máy tính xách tay, dựa trên kích thước nhỏ, giá thành thấp, hiệu năng không cao và một hệ điều hành phiên bản đã có hoặc chức năng ứng dụng ít (tối thiểu)